# Biserica de lemn din Rădești

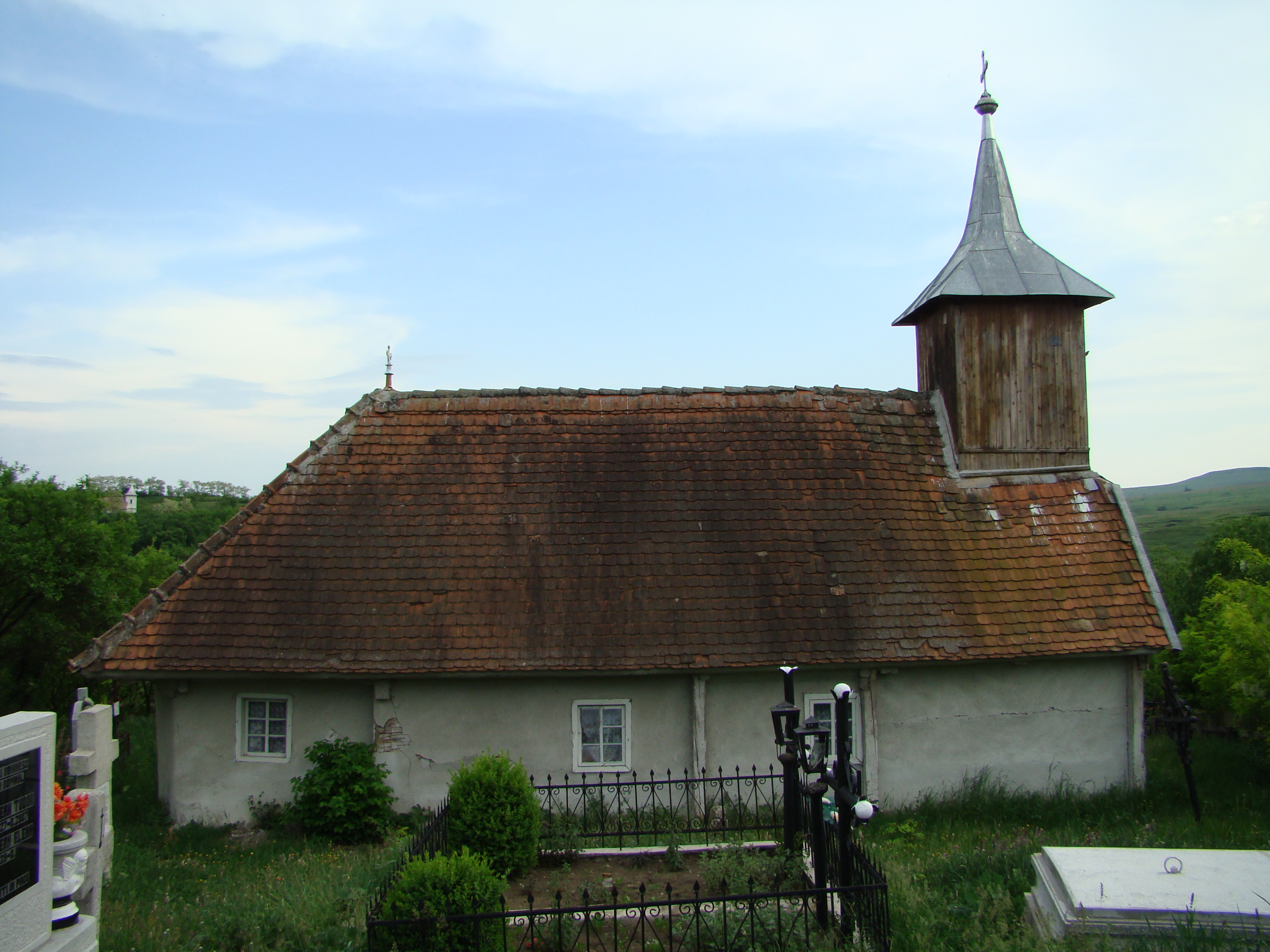
Biserica de lemn din Rădeşti, județul Alba, astăzi aflată în satul vecin Șoimuș foto: mai 2009.

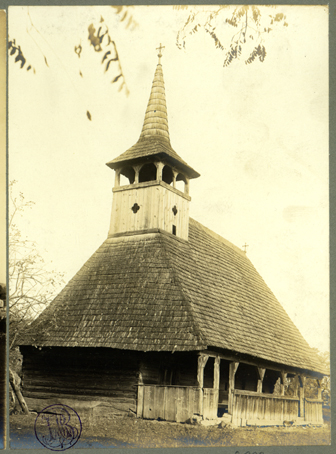
Biserica, aşa cum arăta la începutul secolului XX, în localitatea de origine

Biserica de lemn din Șoimuș, județul Alba, datează probabil din secolul XVIII și a fost ridicată inițial în satul vecin Rădești. Are hramul „Sfinții Arhangheli Mihail și Gavriil”. Biserica nu se află pe noua listă a monumentelor istorice.

## Istoric
Biserica a fost construită de familia Coltor, în Tâmpăhaza, una din cele două localități (alături de Uifalău) care alcătuiau actuala comună Rădești. Localitatea Tâmpăhaza a fost redenumită în Rădești la mijlocul anilor 1920. Noul nume a fost ales în amintirea episcopului greco-catolic Demetriu Radu, originar din localitate. 
Biserica a aparținut comunității greco-catolice. În anul 1910, datorită construirii unei noi biserici de zid în Rădești, biserica de lemn a fost mutată în Șoimuș. Localitatea fiind mică și izolată în biserică se mai slujește doar o dată pe lună. Biserica necesită reparații. Iconostasul, valoros, pictat probabil de Șarlea din Feisa pe la 1740, se află la restaurare la Alba-Iulia.

## Imagini

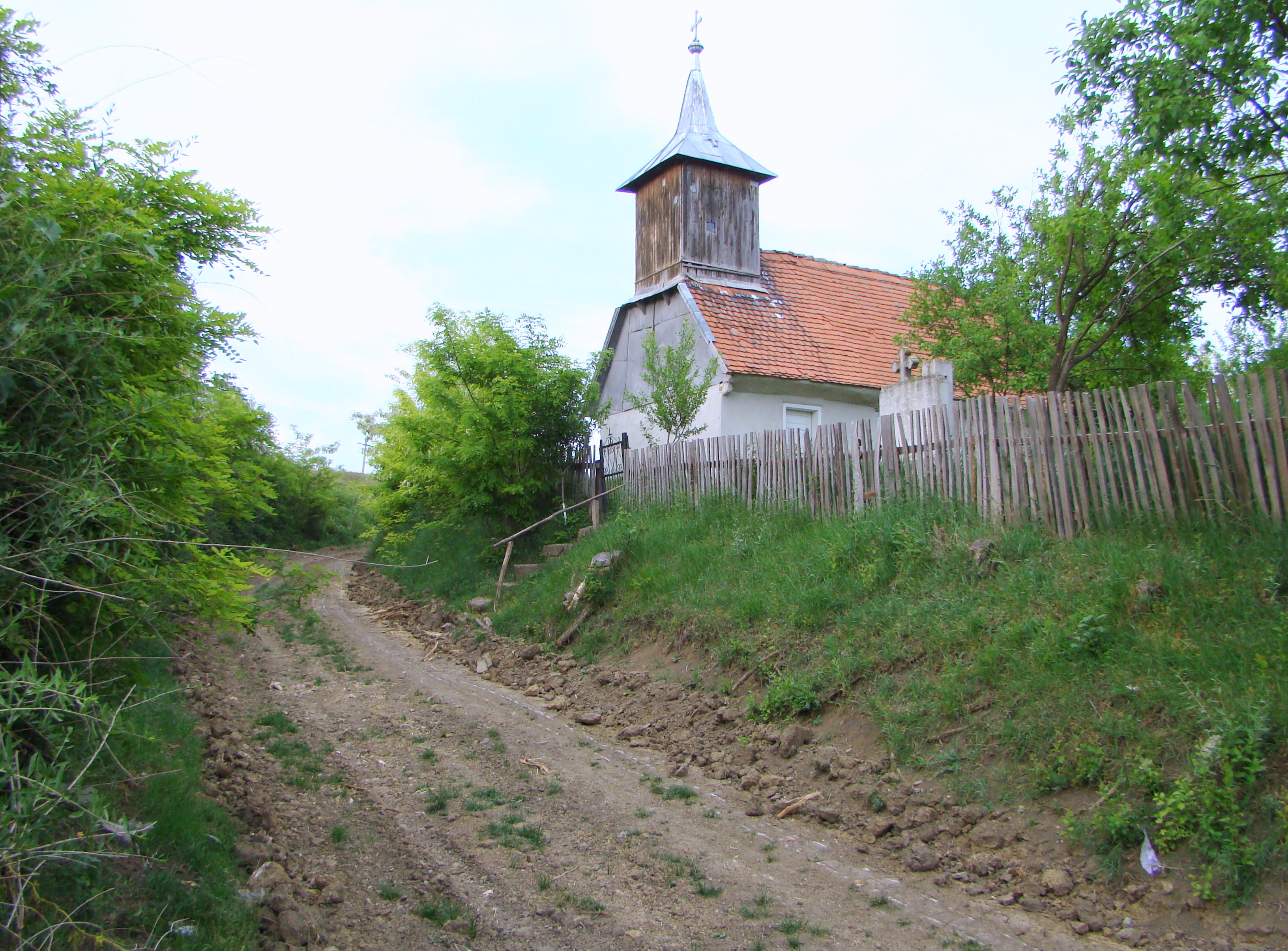
Biserica, la marginea drumului
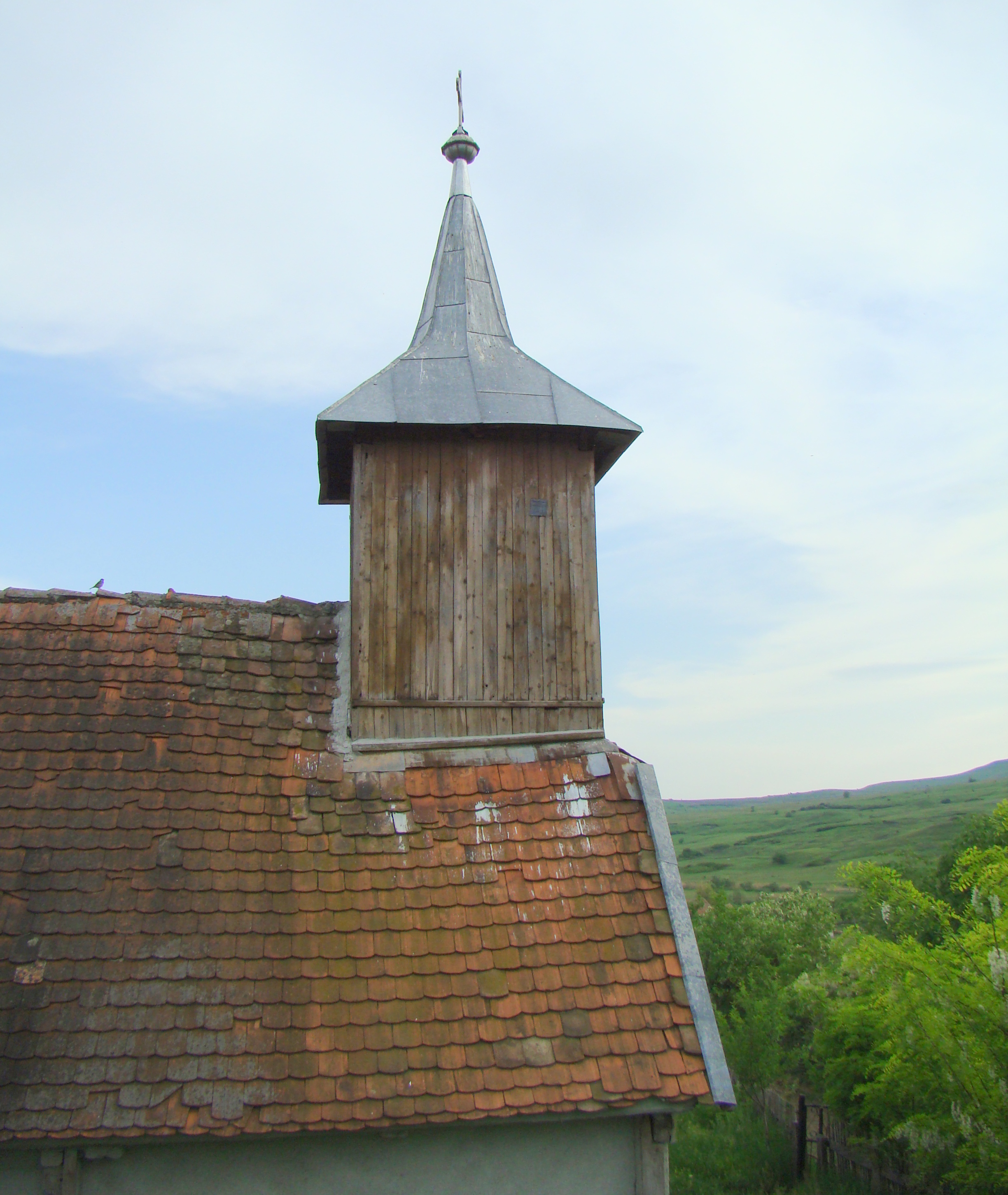
Turnul bisericii
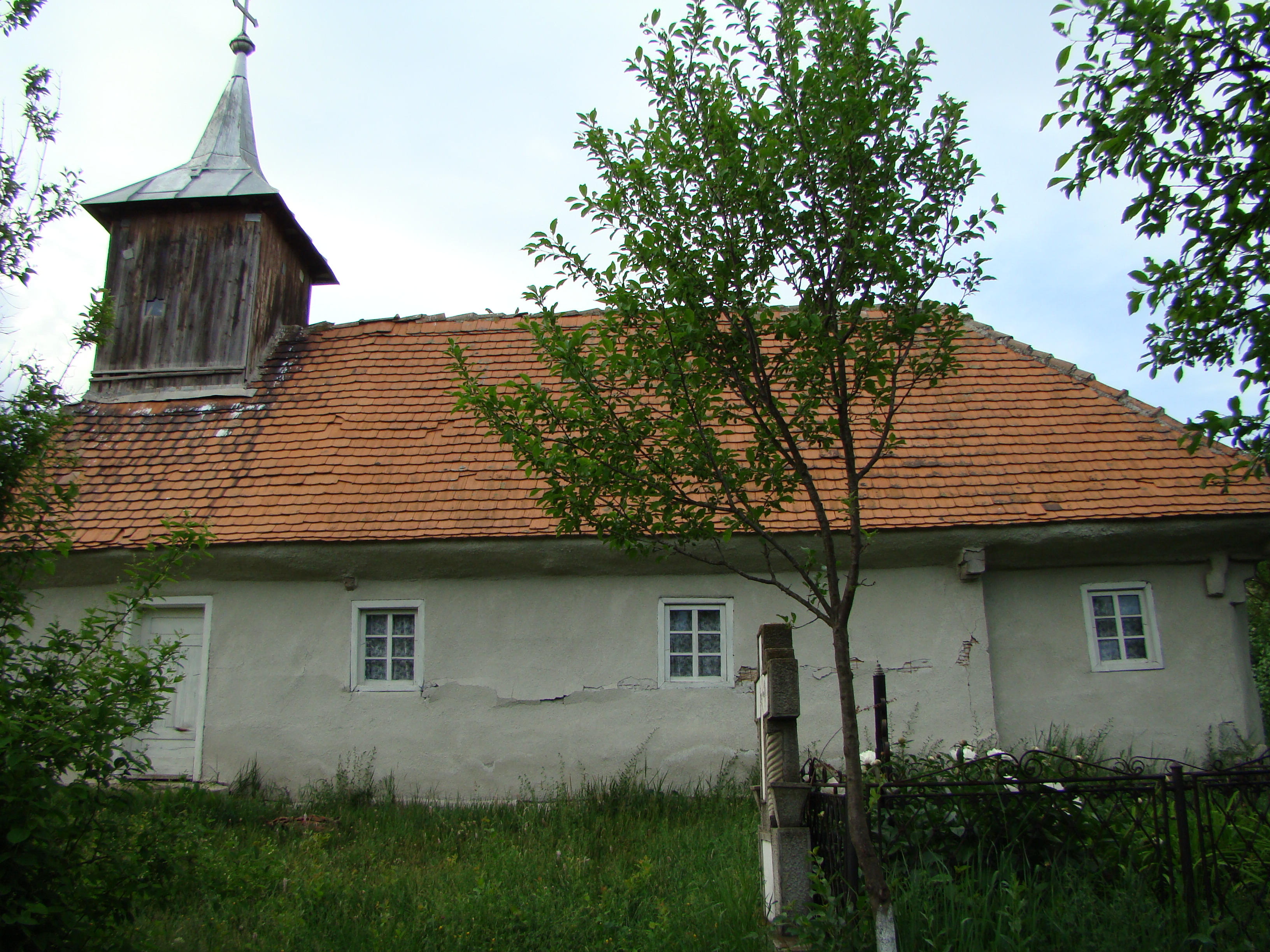
Vedere laterală
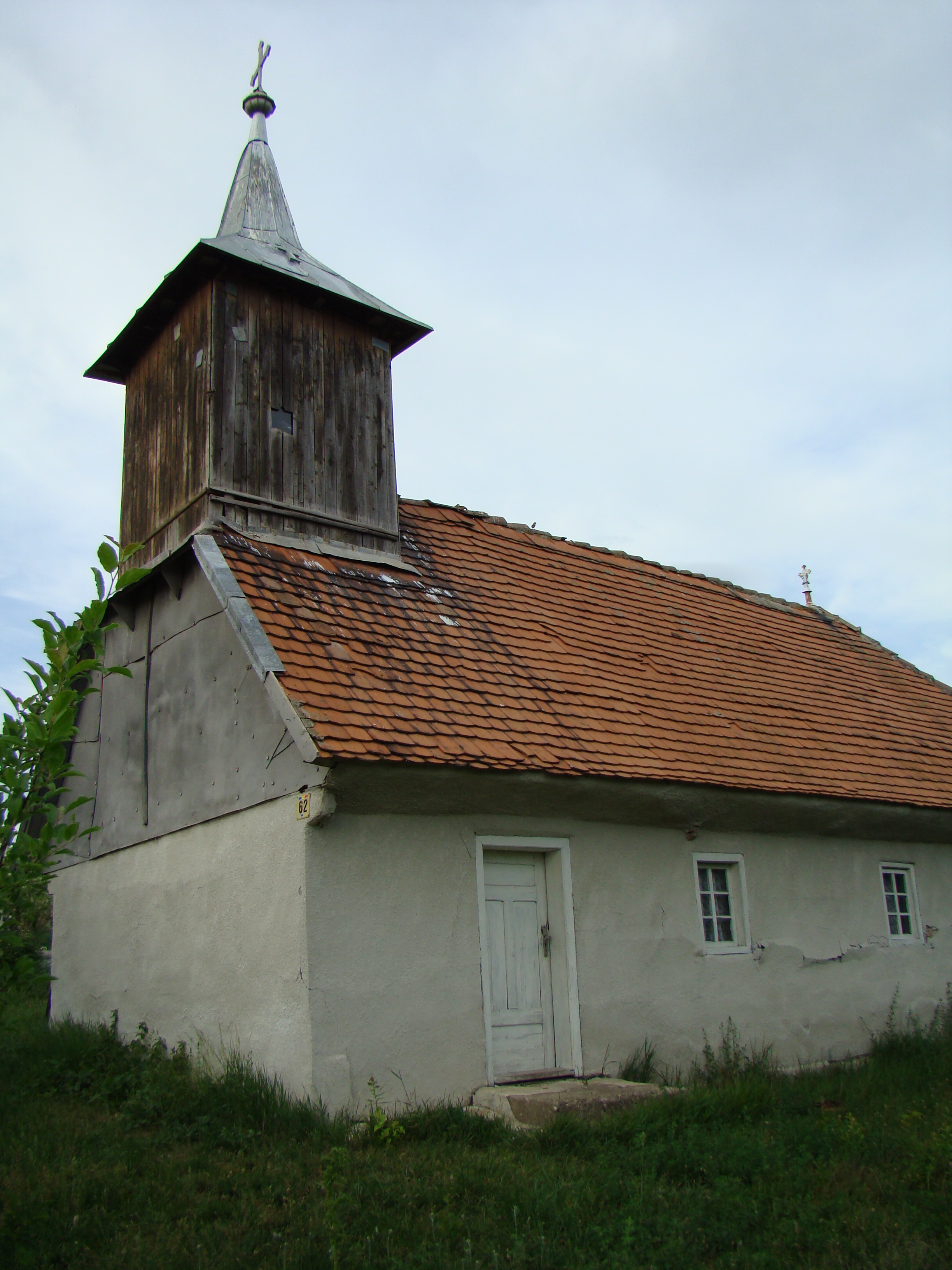
Vedere din sud-vest
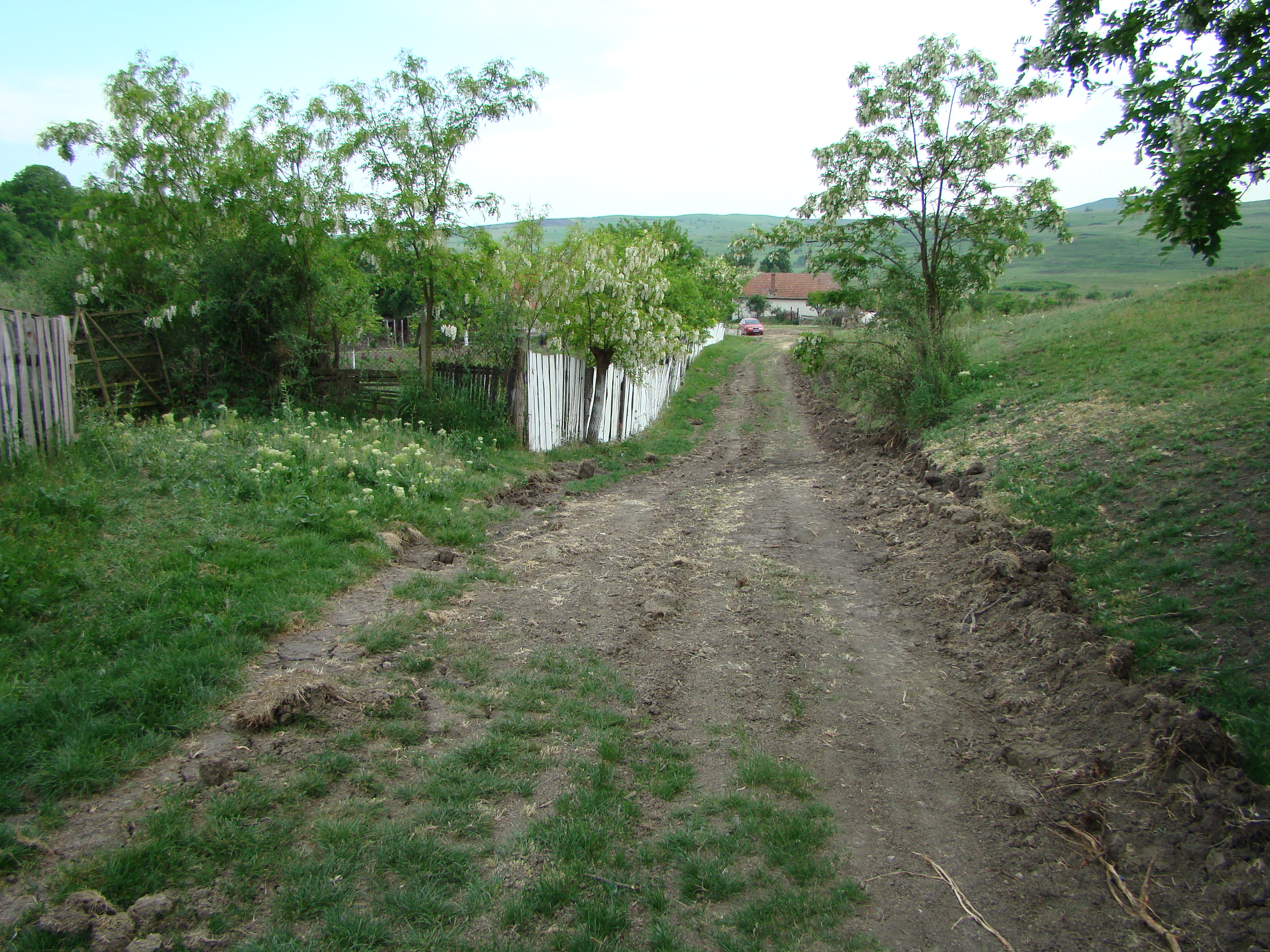
Drumul spre biserică
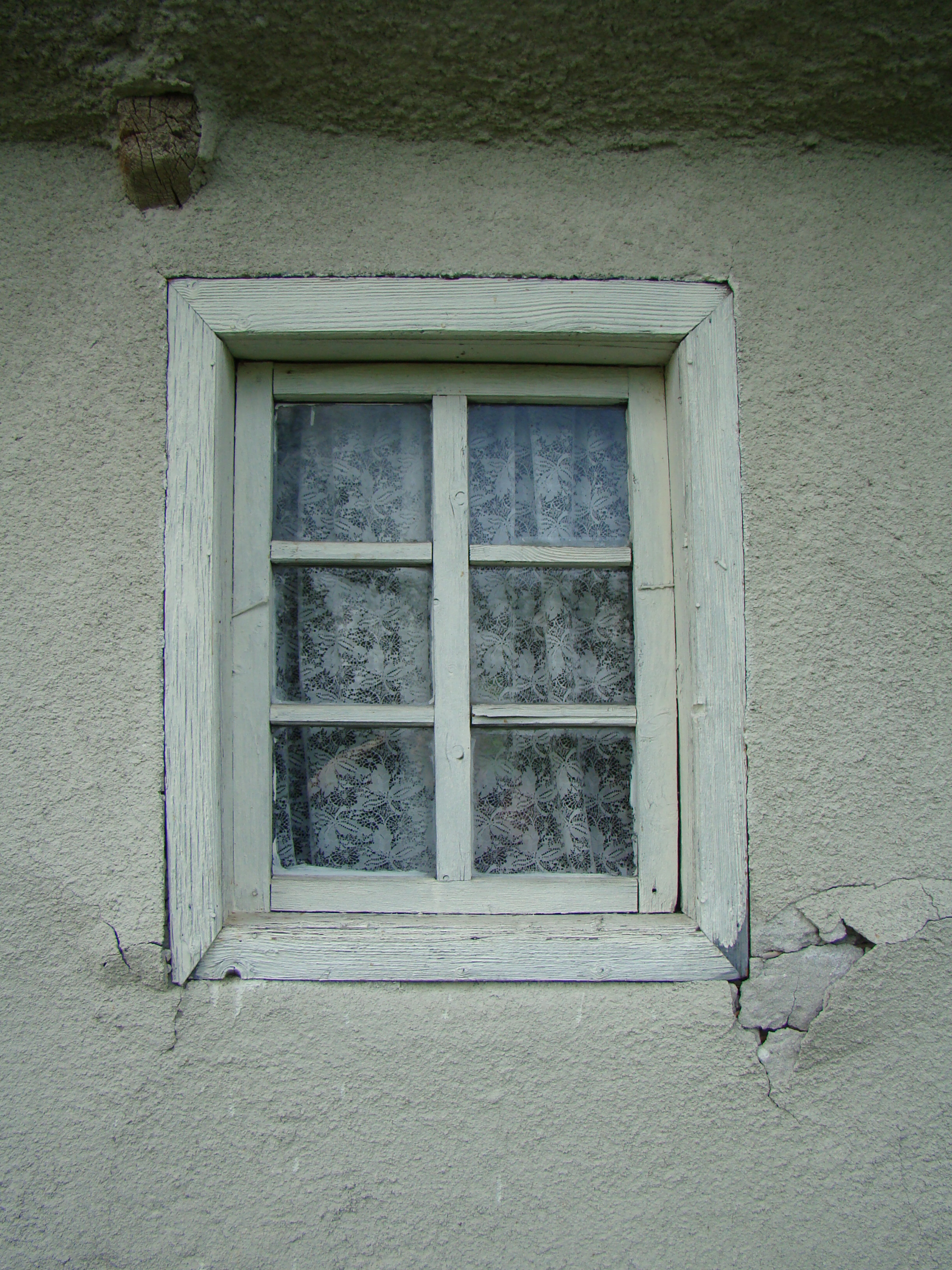
Fereastră
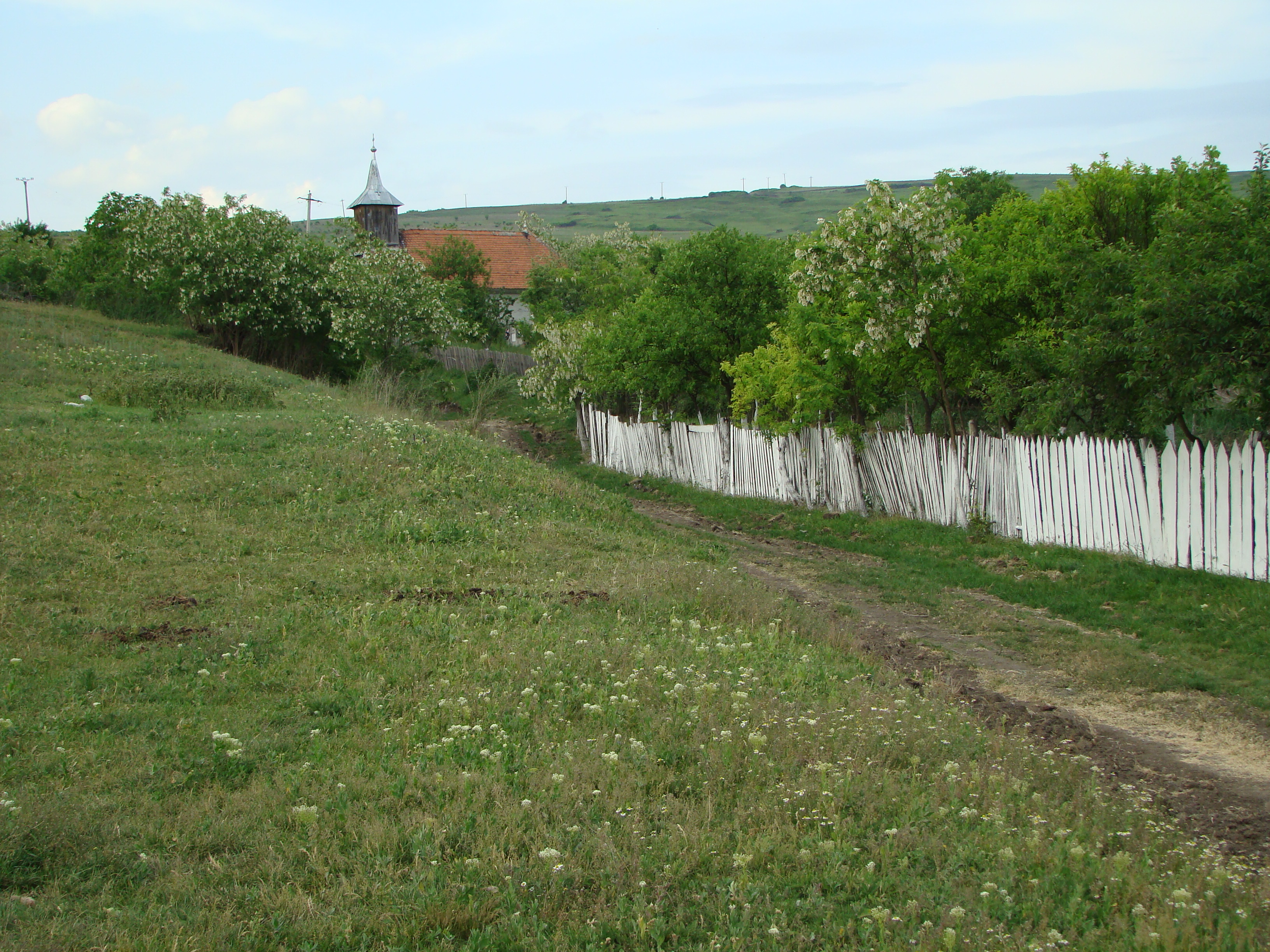
Biserica, văzută printre copaci
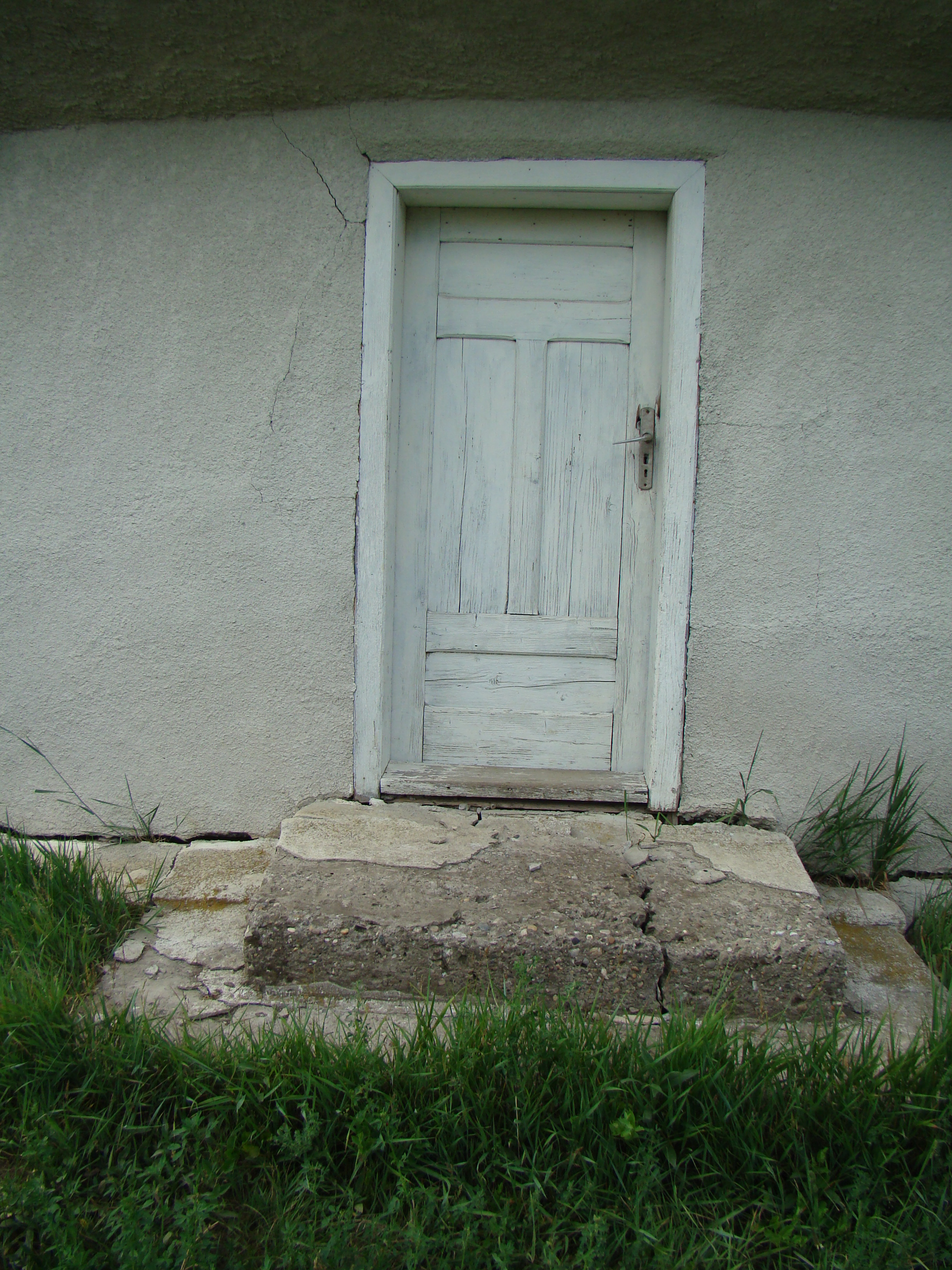
Uşa bisericii
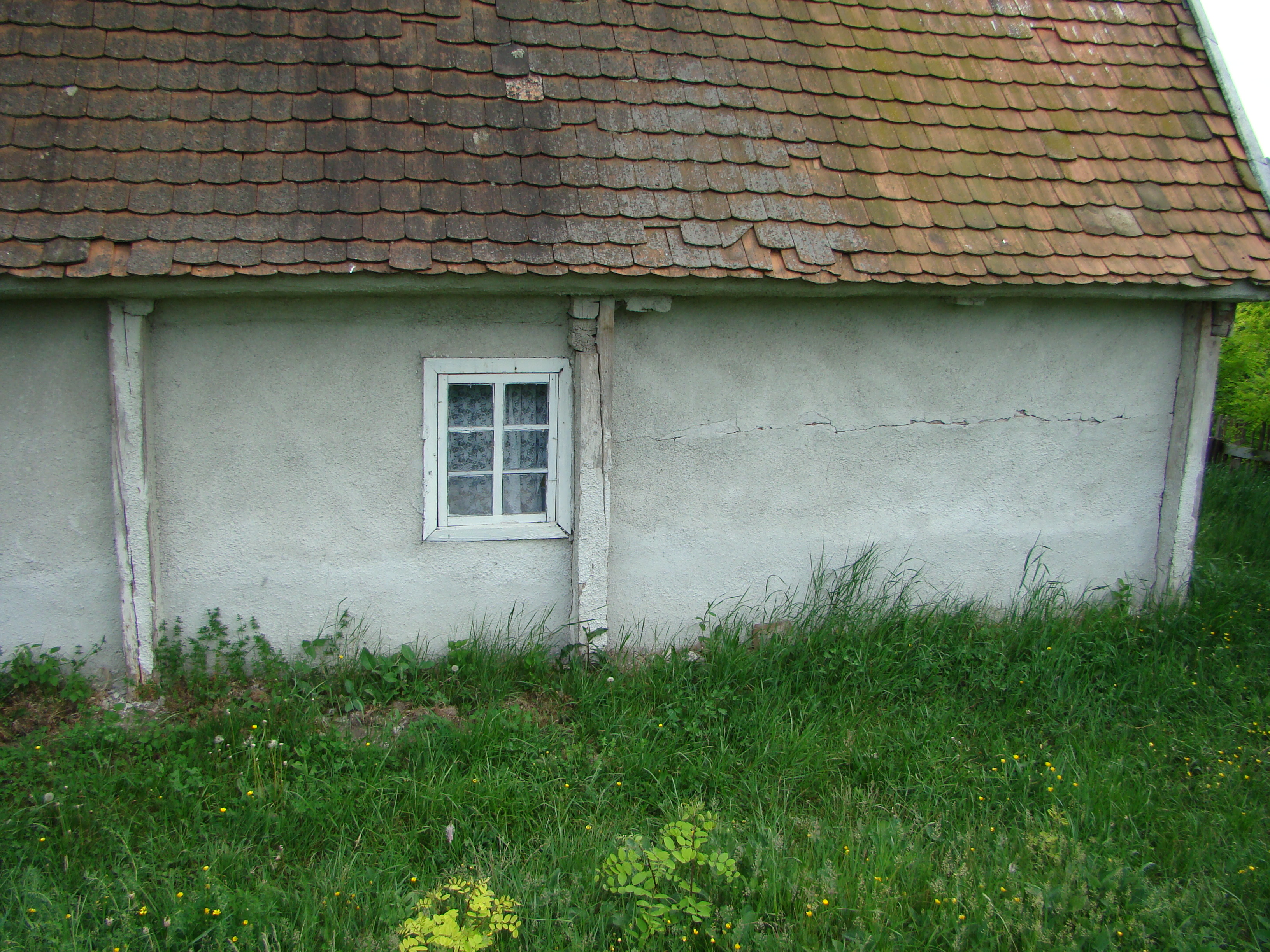
Latura de nord
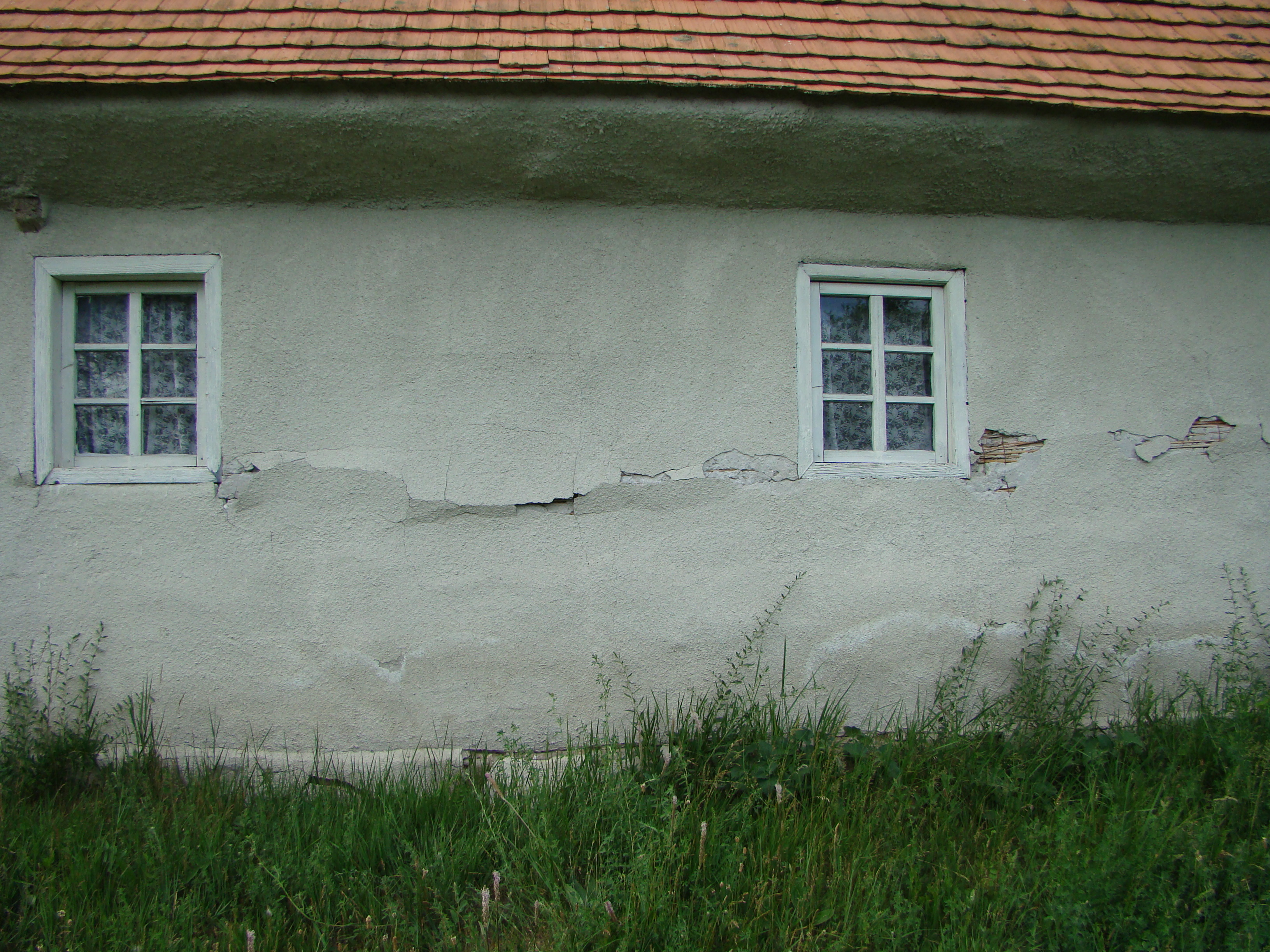
Peretele bisericii
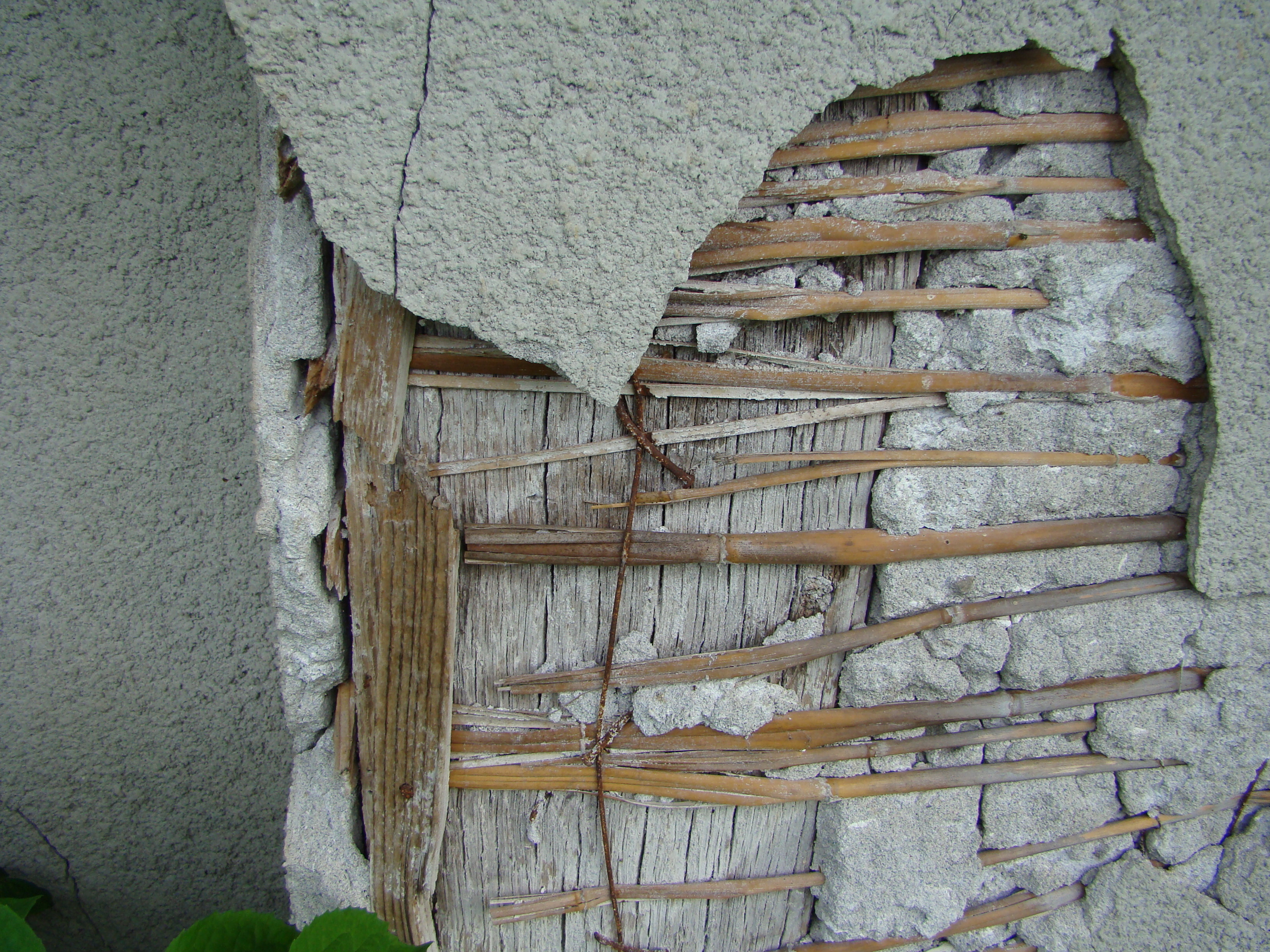
Lemn sub tencuială
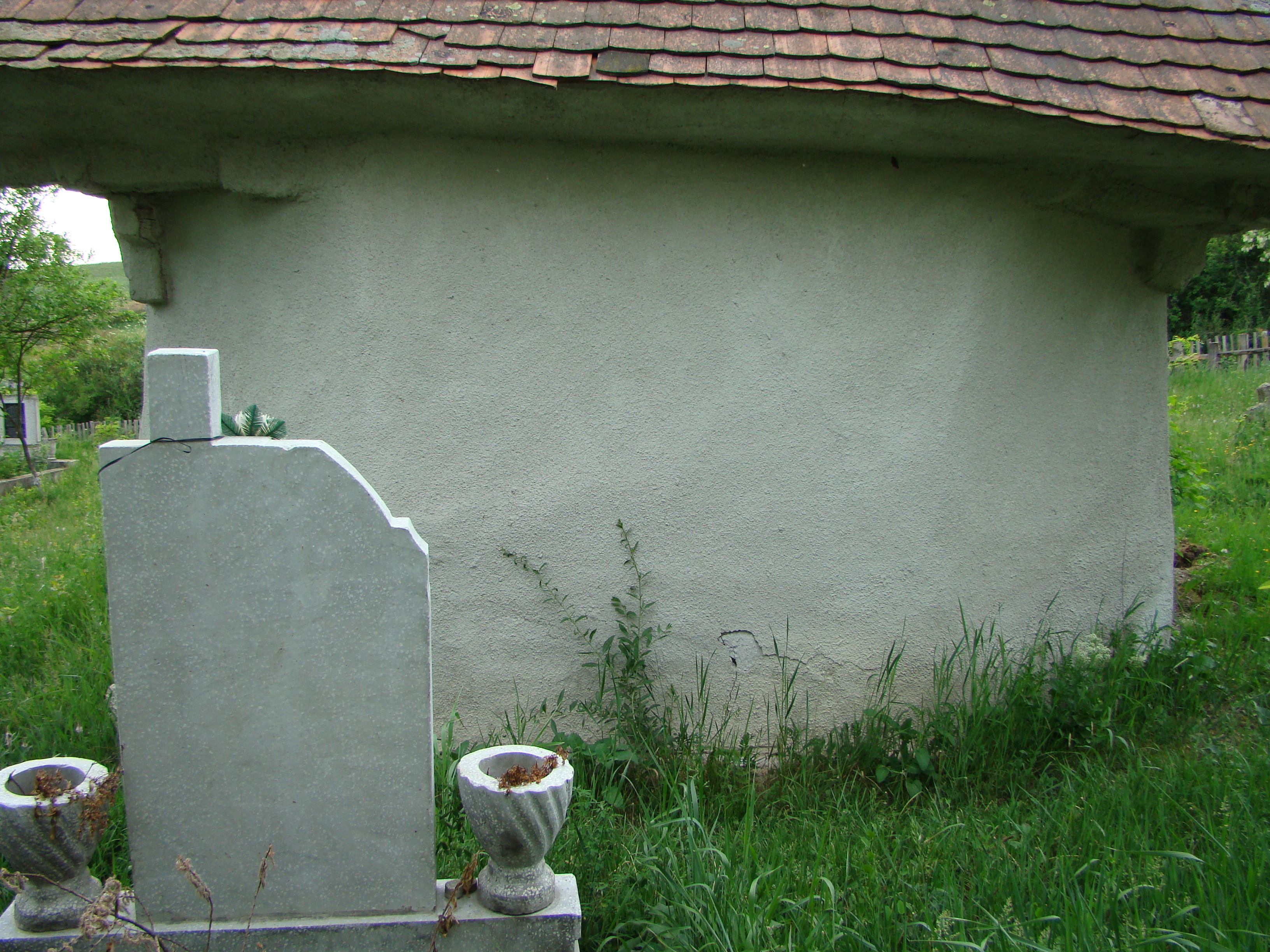
Absida altarului